# De Violieren

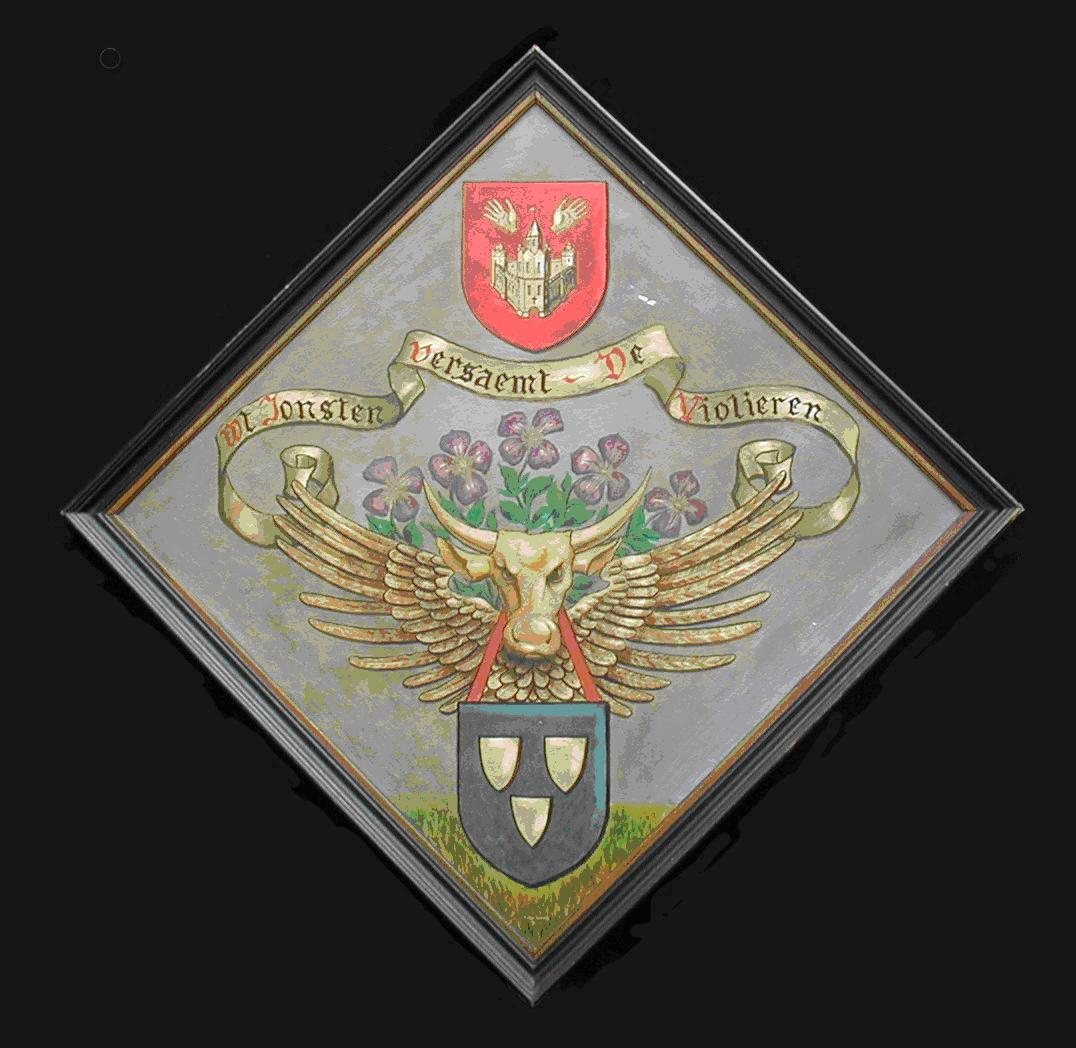
Wapenschild van De Violieren anno 1887 tot op heden, let op de kenspreuk in het blazoen.

De Violieren is een rederijkerskamer die waarschijnlijk rond het jaar 1400 in Antwerpen werd opgericht als onderdeel van de machtige Sint-Lucasgilde.
Het was een succesvol genootschap dat verschillende landjuweeltoernooien wist te winnen (o.a. dat van Leuven in 1478)
Het staat vast dat ze deelnamen aan het Landjuweel van Mechelen en Brussel (1493), Antwerpen (eigen organisatie – 1496) Mechelen (1515), Leuven (1518), Diest (1521), Brussel (1532), Mechelen (1535), Gent (1539), Diest (1541), Antwerpen (eigen organisatie – 1561), Brussel (1562), Amsterdam (1613) en Mechelen (1620).
In geschriften van de gilde staat vermeld dat de naam van De Violieren ontstond naar aanleiding van een in 1480 gewonnen toernooi. Later werd door leden van het gilde aangenomen dat dit ook het oprichtingsjaar van de rederijkerskamer was.
Het genootschap groeide uit tot een van de bekendste rederijkerskamers in de Nederlanden. De kenspreuk van De Violieren luidde: Wt (of Uut) Jonsten versaemt, wat zoveel betekent als Uit genegenheid bijeengekomen. De Violieren is de Hoofdrederijkerskamer van het markiezaat Antwerpen. Na de overwinning in het landjuweel te Gent in 1539, werd in 1561 de Antwerpse kamer belast met de inrichting van het befaamde landjuweel te Antwerpen, waarvan een uitvoerige en gedetailleerde verslaggeving behouden is.
Na de woelige perioden die veroorzaakt werden door godsdienst- en andere geschillen, door de verdeling van de Nederlanden in Noord en Zuid, ontstond er een lange periode van inactiviteit. De Violieren worden een slapende kamer. Dit zou duren tot 1887; als er ondertussen al werking zou geweest zijn, werden er geen geschriften van teruggevonden om dit te staven. Zeker is wel dat in 1887 er opnieuw werd aangeknoopt met de oude tradities en het was Willem Schepmans die de kamer een tweede leven schonk. Tradities werden opnieuw in ere hersteld en de Aloude Hoofdrederijkerskamer hervond zijn positie te midden van het culturele leven in de stad Antwerpen. Sindsdien is er steeds een werking geweest van de kamer, met hoogten en laagten – al dan niet met culturele activiteit.

## Prominente leden
Onder de leden van De Violieren bevonden zich verschillende prominente namen, onder wie Jan van den Berghe (?-1559), Willem Ogier (1618-1689), Willem van Haecht (ca.1530-1612), Guilliam van Nieuwelandt (Antwerpen, 1584–Amsterdam, 1635), Erasmus Quellijn (1607-1678), Sebastiaen Vrancx (Antwerpen, 1573-1647).

## Spelwijze
De Violierbloeme (1480); Violieren (1490); Violetten (1493); De Violieren (1561); Violiere (1561); Gulde van de Violiere (1619); Violier (1620); De Violieren (1887); vanaf 17 februari 1934 tot vandaag: De Koninklijke Aloude Hoofdrederijkerskamer De Violieren.

## De Violieren vandaag

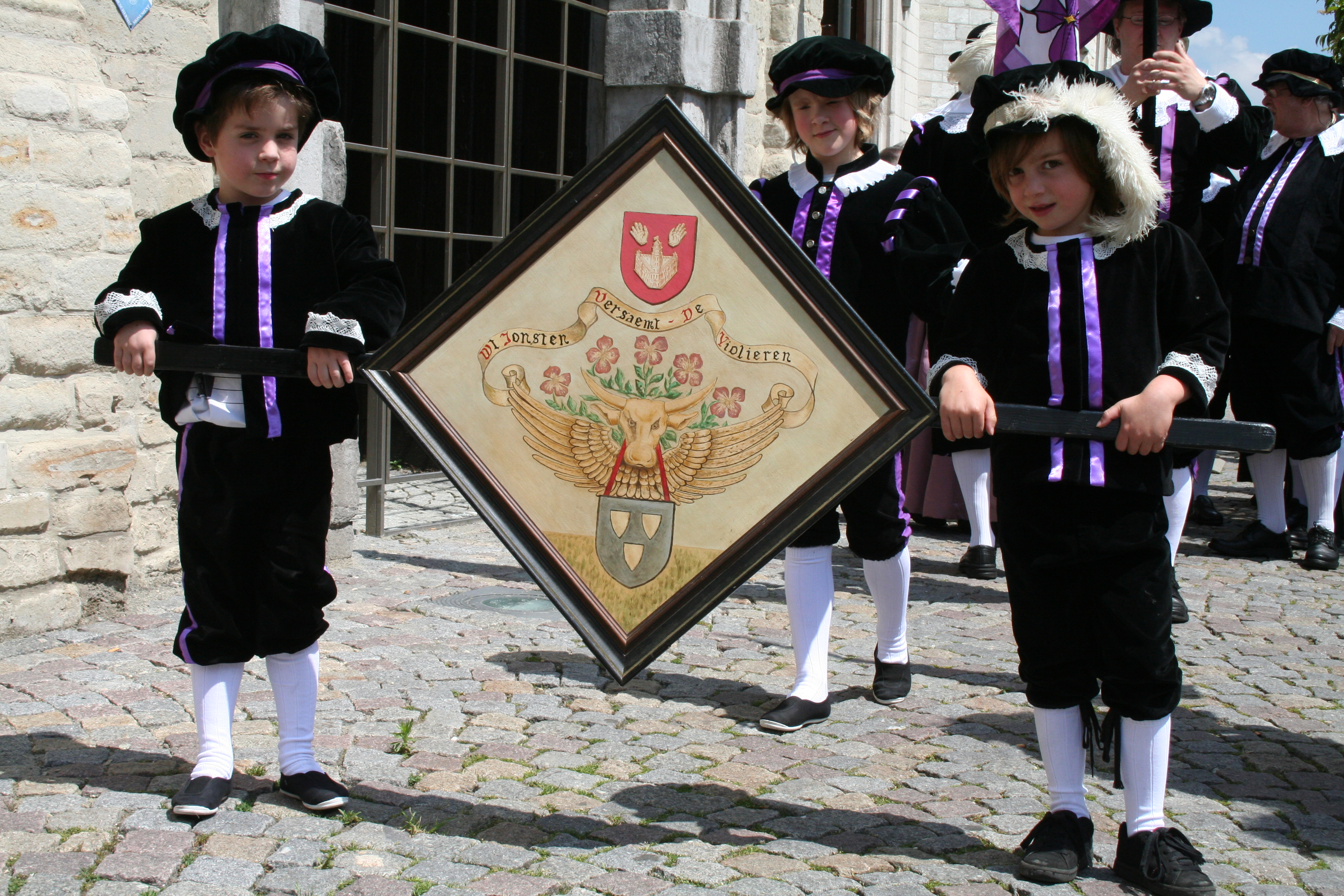
Violieren in "palure" (originele gereconstrueerde 15e-eeuwse kledij). Hier tijdens de optocht ter gelegenheid van het Rederijkerscongres op 13 en 14 juni 2009 in Mechelen.

In 1987 kon men dan ook op luisterrijke wijze het centennium (eeuwfeest) van de kamer vieren. Op de datum van 26 april 1984 verwijzen de statuten naar een vernieuwd heropstarten van De Violieren. Het is voornamelijk onder impuls van Hoofdman-factor Clem Dufour (1930-2009) dat De Koninklijke Aloude Hoofdrederijkerskamer De Violieren volop nieuw leven wordt ingeblazen. Hij zal tot 2006 Hoofdman-factor blijven en wordt in 2006 benoemd tot "Hoofdman-ter-ere". In datzelfde jaar wordt hij opgevolgd door Hoofdman-factor Paul Nunes (1950-2008). Sinds 2008 is de huidige Hoofdman-factor Fons Schryvers.
Ter gelegenheid van de 125e verjaardag van de gedocumenteerde herstichting, in 2012, werd dit feit gevierd met een receptie.
De ‘Koninklijke Aloude Hoofdrederijkerskamer Violieren’ is vandaag een amateurtoneelgezelschap dat vooral café- en straattheater brengt met hoogwaardige stukken zowel ernstig als komisch. 
Het amateurtoneelgezelschap is gevestigd in het centrum van Antwerpen.

## Gewonnen prijzen
- Wedstrijd Taalunie trofee (1993) met Hannecken Leckertant (1e plaats)
  - Met hetzelfde stuk behaalden de Violieren eveneens de 1e prijs tijdens het Landjuweel van Diest in 1541)
- Stadsjuweel (1999) Antwerpen met Macbeth van Shakespeare (2e plaats)
- Humorfestival (2000) Wulpen met “Sneeuwwitje” (2e plaats)
- Humorfestival (2001) Wulpen met “Romain & Juliet” (1e plaats)
- Straattheaterfestival (2005) Heist-op-den-Berg met “As Sepoester van huis is, dansen de muizen” (1e plaats)
- Rederijkerslandjuweel (2009) te Mechelen met "De drie minners" (1e plaats)